# 드래그 (옷)
드래그(Drag)는 크로스드레싱의 한 종류이다. 공연 예술의 일환으로 드랙을 하는 쇼를 드랙쇼라고 한다. 드래그 퀸, 드래그 킹으로 이름 붙히기도 한다.
"드래그"라는 용어는 일반적으로 오락 목적으로 과장된 남성성, 여성성 또는 기타 형태의 성별 표현을 표현하는 것을 말한다. 드래그 퀸은 여성스러움을 표현하는 사람(주로 남성)이고, 드래그 킹은 남성성을 표현하는 사람(주로 여성)이다. 공연에는 종종 코미디, 사회 풍자, 때로는 정치적 논평이 포함된다. 이 용어는 드래그의 표현에서와 같이 명사로 사용되거나 드랙쇼에서와 같이 형용사로 사용될 수 있다.